# 2,3,7,8-Тетрахлородибензодиоксин
2,3,7,8-Тетрахлородибензодиокси́н, или ТХДД (иногда некорректно обозначаемый просто как диоксин) — органическое бифункциональное соединение, полихлорированный дибензо-p-диоксин (ПХДД), одно из самых токсичных веществ антропогенного происхождения. При комнатной температуре — твёрдое бесцветное вещество без различимого запаха.
ТХДД образуется в основном в результате антропогенных процессов, происходящих при довольно высоких температурах (свыше 200 °С), таких как сгорание топлива, нефтепродуктов и, в особенности, сжигание бытовых отходов, мусора, производство хлорорганических пестицидов (хлорфенолы, хлорфеноксиуксусные кислоты, их производные, эфиры, соли), целлюлозно-бумажное производство и т. д. В гораздо меньших количествах он образуется в ходе природных процессов, например при лесных пожарах. Химически инертен, очень устойчив к разрушению, имеет довольно долгий период полураспада (в почве — от 10 и более лет), сильно загрязняет окружающую среду (стойкий органический загрязнитель, персистентное вещество), не поддаётся биологическому разложению, ксенобиотик и контаминант. Имеет тенденцию к накоплению в пищевых цепях, тем самым представляет серьёзную угрозу не только здоровью и жизни человека, но и всей экосистеме.
Сильный мутаген, доказанный канцероген (Список канцерогенов от МАИР. Категория 1), обладает ярко выраженным тератогенным воздействием, снижает деятельность иммунной, эндокринной и репродуктивной системы.
Печальную известность получил после применения «дефолианта» агента «Оранж» в войне во Вьетнаме (операция под кодовым названием «Рэнч Хэнд», англ. Ranch Hand), загрязнённого диоксинами, большую часть которых составил ТХДД.

### Война во Вьетнаме
Гербициды и дефолианты — производные хлорфеноксиуксусных кислот (2,4,5-Т, сильвекс, 2,4-Д и некоторые другие), применённые в химической войне против Северного Вьетнама, оказались мощным источником загрязнения окружающей среды ТХДД.
Цели военно-химических усилий США во Вьетнаме, объединённых под кодовым названием «Операция Рэнч Хэнд», были такие же, что и в других эпизодах гербицидных войн — демаскирование партизан НФОЮВ путём распыления гербицидов над тропическими лесами и уничтожение посевов. Всего в Южном Вьетнаме за период с 1962 по 1971 годы было применено 14 различных рецептур гербицидов, из которых семь были смесевые.

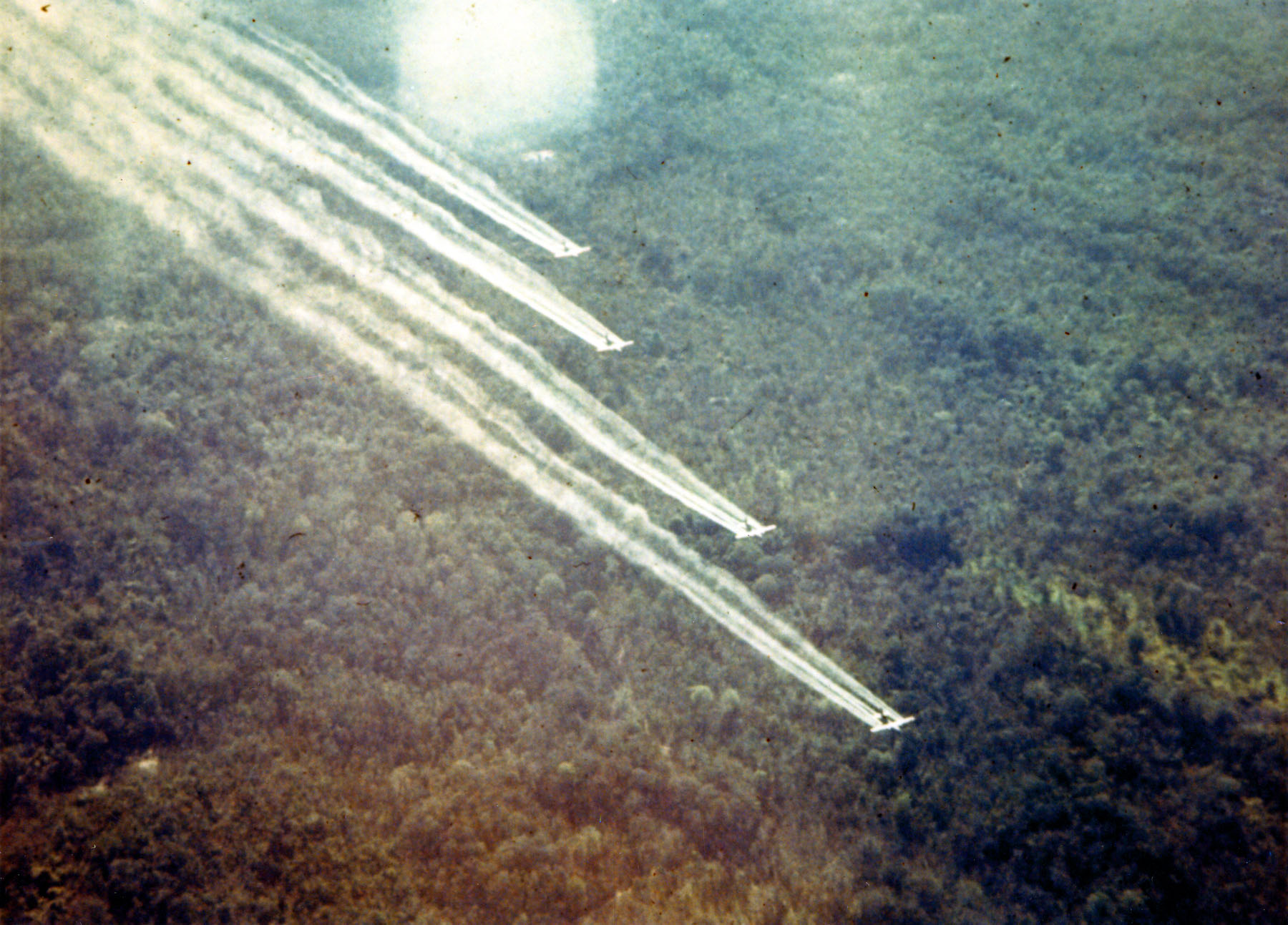
Распыление дефолиантов самолётами над лесами Южного Вьетнама, производимое в рамках операции Ranch Hand

Всего в ходе боевых действий было распылено 24 тыс. тонн гербицида 2,4,5-Т (в пересчёте на кислоту), содержавших, по официальным данным, примерно 167—170 кг ТХДД (91 % этого количества пришёлся на леса, а остальное — на посевы).

### Катастрофа в Севезо
Днём 10 июля 1976 года в небольшом городе на севере Италии Севезо произошла техногенная катастрофа на предприятии ICMESA (сокр. от итал. Industrie Chimiche Meda Società Azionaria), принадлежащем швейцарской группе компаний Hoffmann-La Roche. Предприятие производило 2,4,5-трихлорфенол (2,4,5-ТХФ). Результатом аварии стал выброс облака, содержащего около 2 кг диоксинов (основу которых составлял ТХДД). Токсичное облако накрыло город, выпав в виде тумана. Территория в 1500 га подверглась сильному загрязнению. На данной территории проживало свыше 35 тыс. человек.

Реакция образования ТХДД в результате аварии в Севезо

### Загрязнение диоксинами Таймс-Бич
В 1972 году недалеко от города Верона, расположенного на юго-западе штата Миссури, закрылся завод химико-фармацевтической компании NEPACCO, который специализировался на выпуске антисептика гексахлорофена из 2,4,5-Т и формальдегида.

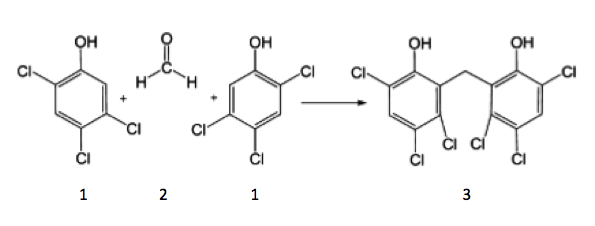
Синтез гексахлорофена (3) из 2,4,5-Т (1) и формальдегида (2) на заводе NEPACCO

Помимо этого компания NEPACCO входила в состав группы компаний Hoffman-Taff, производящая печально известный гербицид — агент «Оранж», используемый для военных целей во Вьетнаме. Поводом к закрытию послужили трагические события во Франции, связанные со смертельными отравлениями 32 детей от присыпки, содержащей высокие дозы гексахлорофена, и последующий полный запрет производства данного антисептика, введённый Управлением по санитарному надзору за качеством пищевых продуктов и медикаментов (FDA). Во время инспекции старого предприятия NEPACCO в Вероне, которое теперь полностью принадлежало Syntex Agribusiness, федеральное агентство Центры по контролю и профилактике заболеваний США (CDC) обнаружило старый резервуар, наполненный 4300 галлонами (≈ 16,3 тыс. литров) кубовых остатков, всё ещё находящихся на дне с концентрацией ТХДД более 340 ppm (340 мг/л). Из-за отсутствия мусоросжигательных заводов поблизости от завода в Вероне надлежащая утилизация кубового остатка не будет завершена вплоть до 1979 года. Хотя сжигание было лучшим методом уничтожения диоксинов в то время, оно также было очень дорогим. В поисках менее дорогостоящих альтернатив NEPACCO заключила договор об услугах с Независимой нефтехимической корпорацией (IPC). Однако IPC, компания-поставщик химической продукции, имела скудные сведения об утилизации отходов. Для решения проблемы нашёлся субподрядчик — находчивый предприниматель Рассел Мартин Блисс (Russell Martin Bliss), владелец небольшой компании по переработке машинного масла. Блисс предложил IPC оригинальный способ утилизации кубовых остатков, и ему была передана вся работа. Он перевёз большую часть жидких отходов на свою ферму, где смешивал их с переработанным машинным маслом. Образовавшийся продукт отлично снижал концентрацию пыли в воздухе — она не поднималась вверх и оставалась на грунте. Изобретение Блисса вскоре начали часто использовать ввиду высокой противопылевой эффективности. Взимая с NEPACCO 3000 долларов за транспортировку и утилизацию, IPC платило Блиссу по 125 долларов за одну перевозку. Помимо этого он имел свою конюшню и занимался скачками. Впервые испытание такой антипылевой смеси произошло именно на ипподроме Шенандоа (Shenandoah). Распыление смеси привело не только к эффективному снижению пыли, но и к серьёзным последствиям. Через несколько дней после опрыскивания птицы начали падать замертво с балок сараев, а у лошадей начали появляться язвы и выпадать шерсть. Владельцы ипподрома и конюшен Пиатт и Хэмпел обвинили в этих происшествиях Блисса, который отрицал свою вину, утверждая, что распылённый им материал был не чем иным, как старым моторным маслом. Через месяц после распыления в Шенандоа Блисс был нанят для обработки арены в Тимберлайн Стейблз (Timberline Stables), недалеко от Джефферсон-Сити, штат Миссури. Двенадцать лошадей погибли, а у детей, оказавшихся на арене, диагностировали хлоракне — кожное заболевание, связанное с отравлением диоксином. Подозревая, что отработанное масло Блисса было источником их проблем, владельцы Тимберлайн удалили верхний слой почвы с территории своей собственности. Третья арена на ранчо Бабблинг Спрингс (Bubbling Springs), недалеко от Сент-Луиса, также была подвергнута опрыскиванию противопылевой смесью в то же время, что и Тимберлайн, и столкнулась с аналогичными проблемами. Как и в случае с Шенандоа и Тимберлайн, владельцы решили удалить верхний слой почвы со своей арены. Вернон Стаут (Vernon Stout), подрядчик по выравниванию дорог, завершил процесс удаления почвы в марте 1973 года. Однако вместо того, чтобы доставить почву на свалку, Стаут выгрузил её на одном из своих участков и на участке дома своего соседа Гарольда Минкера (Harold Minker). После исследований CDC загрязнения почвы противопылевой смесью, проведённой в 1973—1975 гг, было показано, что концентрация ТХДД в почве придомовых участков Стаута и Минкера составляла 0,44 ppm и 0,85 ppm (0,44 и 0,85 мг/кг соответственно).
В 1972 году городок Таймс-Бич нанял Блисса для распыления антипылевой смеси на территории 23 миль (≈ 37 км) грунтовых дорог (из-за отсутствия финансирования город не смог заасфальтировать дороги). В течение четырёх лет за 2400 долларов Блисс распылил около 160 000 галлонов (более 650 тыс. литров) отработанного масла на дороги городка. В 1982 году EPA были обнаружены высокие значения концентрации ТХДД в почве, к тому же в конце года произошло катастрофическое наводнение городка, что поспособствовало распространению диоксина на большой территории. В начале 1983 было принято решение о полной эвакуации города и снятии грунта, подвергшегося загрязнению. К 1985 году были снесены практически все дома и вывезено более 240 тыс. тонн грунта на переработку. Также было решено построить мусоросжигательный завод на территории бывшего городка. Строительство мусоросжигательного завода началось в июне 1995 года. После постройки на нём сожгли более 265 000 тонн материалов, загрязнённых диоксинами, со всего штата. Очистка штата Миссури от диоксинов была завершена в 1997 году и стоила около 200 миллионов долларов.

### Аварии на ПО «Уфахимпром»
В 60-х годах прошлого века в Уфе на производственном объединении «Химпром» (в нынешнее время завод заброшен) произошло несколько аварий в цехе № 19 по производству хлорфеноксиуксусных гербицидов (2,4-Д (превалирует), 2,4,5-Т и их солей), содержащих побочные продукты, основным из которых являлся ТХДД. Результатом аварий стали поражения работников завода с сильнейшим отравлением, хлоракне и летальным исходом. Территория цеха также подверглась загрязнению и до сих пор представляет большую опасность. Но, несмотря на произошедшие аварии, в цехе № 5 продолжили производить 2,4,5-ТХФ.

Образование ТХДД по реакции, в результате аварий на ПО «Уфахимпром»

Количество ТХДД, загрязнившего территорию завода, оценивается более чем 2000 кг. Его большая часть была захоронена в шламонакопителях. Огромную опасность для города представляет проникновение ТХДД из шламонакопителей в грунтовые воды, которые могут просачиваться через водопроницаемые слои наверх, тем самым позволяя токсину выбраться в верхние слои почвы и атмосферу.

### Промышленные производства
Современное химическое производство является одним из основных эмитентов ТХДД (более 98 %). ТХДД (в бо́льшей степени в смеси диоксинов) может образовываться практически на всех производствах хлорорганической продукции, в процессе синтеза хлора (электролиза NaCl), отбеливания целлюлозы, нефтепереработки.
Вода как продукт, который особенно широко используется людьми для самых различных целей, также может быть подвержена загрязнению диоксинами. В основном, как уже говорилось, образование диоксинов может происходить за счёт техногенного хлора и естественных источников фенола, то есть за счёт гуминовых и фульвокислот, лигнинов и других органических веществ природного происхождения, всегда присутствующих в водных источниках. Примером может служить река Амударья, которая серьёзно загрязнена фенолами в отсутствие очевидного техногенного источника. Среди естественных веществ подобного рода могут быть также и нехлорированные дибензофуран и дибензо-p-диоксин, которые в процессе водоподготовки могут превращаться в ПХДД и ПХДФ.
Примером экстремального роста уровня диоксинов в питьевой воде могут служить события, случившиеся в Уфе в 1989—1990 гг. и потом ставшие известными как крупнейшая экологическая катастрофа СССР — фенольная катастрофа. Анализ образцов вод, отобранных 21 апреля 1990 года, то есть спустя 3-4 недели после начала событий, был выполнен в Научном центре по разработке и внедрению современных методов молекулярной диагностики (НЦМД, Москва). Были найдены следующие концентрации диоксинов (в нг/л), превышавшие предел обнаружения использованной аппаратуры и потому зафиксированные.
| Место взятия проб                     | Общее содержание диоксинов (нг/л) | Содержание ТХДД (нг/л) |
| ------------------------------------- | --------------------------------- | ---------------------- |
| Территория ПО «Уфахимпром»            | 26,92                             | 8                      |
| Река Уфа (южный водозабор)            | 38,4                              | 7,6                    |
| Верхняя зона № 2 машинного зала       | 17                                | 7,4                    |
| Водоразборная колонка на ул. Ахметова | 13,78                             | ~ 1,15                 |

В бывшем СССР на то время действовала лишь одна норма — содержание диоксинов в любых водах не должно было превышать 0,26 пг/л.
Оценки показали, что даже спустя 3-4 недели после начала событий содержание диоксинов в воде в тысячи раз превышало допустимые уровни того времени:
- территория ПО «Химпром» — в > 100 000 раз,
- река Уфа — в > 147 000 раз,
- верхняя зона № 2 машинного зала (южный водозабор) — в > 23 000 раз,
- водоразборная колонка на ул. Ахметова — в > 53 000 раз.

## Физико-химические свойства
ТХДД представляет собой твёрдое бесцветное кристаллическое вещество, без запаха, нерастворимое в воде, хорошо растворяется в хлорбензоле (720 мг/л), бензоле (570—600 мг/л), хлороформе (370 мг/л), слабо в органических полярных растворителях, этаноле (< 10 мг/л). Имеет высокие значения температур плавления > 300 °C и кипения (разложения) > 800 °C (процесс обратим). В настоящее время считается надёжно установленным, что при температурах от 750 до 900 °С идёт главным образом образование 2,3,7,8-ТХДД, тогда как его эффективное разрушение происходит лишь в температурном диапазоне 1200—1400 °С.
ТХДД имеет низкие показатели летучести, давление паров при T = 298 K (25 °C) составляет менее 1,71×10−6 мм. рт. ст. Химически инертен, очень устойчивый; на него не действуют растворы кислот и щелочей, не подвержен окислению кислородом. В воде может частично гидролизоваться с образованием более активных соединений.

## Токсикология
ТХДД — крайне токсичное вещество (ЛД50 указаны в таблице) с политропным (множественным) воздействием на организмы животных и человека.
| Животное              | ЛД50 средние значения в мг/кг |
| --------------------- | ----------------------------- |
| Крысы (перорально)    | 0,02                          |
| Морская свинка        | 0,0005                        |
| Хомяк                 | 1,12                          |
| Кролик (перорально)   | 0,115                         |
| Обезьяна (перорально) | 0,07                          |

Среднесмертельная доза для человека, полученная расчётным путём, составляет при однократном оральном поступлении 0,05-0,07 мг/кг. Токсические эффекты ТХДД проявляются и могут визуально наблюдаться (поражение слизистых, волосяного покрова, кожи, отёчности лица, шеи и т. д.) уже при концентрациях менее 100 нг/кг.
Данные об острой токсичности диоксинов получены на животных. Хроническое действие исследовано как на животных, так и на людях, оказавшихся поражёнными по тем или иным причинам — при авариях, при прямом контакте с гербицидами на сельскохозяйственных работах или же в период военных действий и т. д. Известны и специальные опыты на добровольцах.
ТХДД преимущественно поражает печень, органы эндокринной и репродуктивной системы. Снижает иммунитет, проявляет иммуносупрессивные свойства. Вызывает мутации, терато- и канцерогенез. Вследствие высокой растворимости в неполярных веществах (липидах) может накапливаться (кумулироваться) в клетках жировой ткани (адипоцитах), тем самым медленно отравляя организм. Данное свойство характеризуется тем, что ТХДД практически не выводится из организма (средний период полувыведения молекул ТХДД из организма человека составляет порядка 15-17 лет).
При непосредственном попадании на открытые участки кожи вызывает мгновенное поражение — хлоракне, с сильнейшей дегенерацией тканей и образованием долгонезаживающих пустул со струпьями. Хлоракне — это признак не только местного, кожного, но и системного поражения организма.

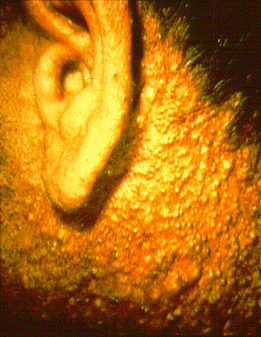
Хлоракне у работника производства 2,4,5-ТХФ. На снимке отчётливо видно поражение кожи лица и части шеи в виде пузырчатой стадии (папул), комедонов и кистоподобного повреждения

В организм человека ТХДД попадает в основном алиментарным путём, то есть с пищей, которая контаминирована им. Специфического лечения интоксикацией ТХДД до сих пор не существует, однако имеется терапия, направленная на снижение симптомов, вызванных воздействием диоксина. Несмотря на это она всё же малоэффективна.

### Молекулярный механизм действия
ТХДД проникает в цитоплазму живой клетки, где происходит его связывание со специфическим белком — Ah-рецептором (сокр. от англ. Aryl hydrocarbon receptor). Образовавшийся белковый комплекс ТХДД-Ah-рецептор транспортируется в клеточное ядро, где легко алкилирует (точнее, арилирует) молекулы нативной ДНК. В процессе алкилирования происходит стимуляция определённых локусов ДНК, гены которых отвечают за экспрессию изоформ цитохрома P450 (Аh-рецептор является транскрипционным фактором многих генов). Некоторые изоформы цитохрома, а именно CYP1A1 и CYP1B1, представляют собой 2- и 4-гидроксилазы эстрогенов, которые катализируют процесс образования соответственно 2- и 4-катехолэстрогенов. Продукты реакции (катехолэстрогены) помимо ярко выраженного эстрогенного воздействия обладают сильными мутагенными (вызывают изменения вплоть до деструкции (разрушения) структуры ДНК) и канцерогенными свойствами.
Таким образом, ТХДД высокоспецифичен к Ah-рецептору и проявляет мощный индукционный эффект (мощный индуктор даже в ничтожных концентрациях (менее 10−9 нмоль/л)) по отношению к некоторым изоформам цитохрома P450, вызывая их сверхэкспрессию, которые в дальнейшем ответственны за процессы мутагенеза и канцерогенеза.

### Мутагенные и канцерогенные свойства

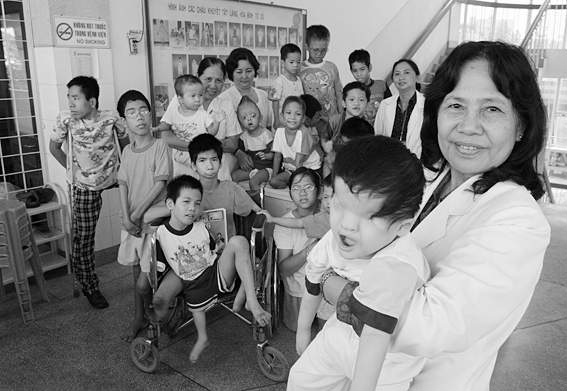
Наглядный пример тератогенного воздействия ТХДД. На снимке группа вьетнамских детей-инвалидов, в большей части пострадавших от агента «Оранж»

Ещё в конце 70-х годов было обнаружено, что у сельскохозяйственных рабочих, подвергшихся воздействию хлорфенолов и феноксигербицидов, содержавших диоксины, риск заболевания саркомой мягких тканей возрастает в 6 раз. Несколько позже появились многочисленные сообщения о случаях сарком мягких тканей у рабочих, участвовавших в производстве 2,4,5-ТХФ и гербицида 2,4,5-Т и подвергавшихся воздействию диоксина. Кроме того, неоднократно сообщалось о статистически значимом увеличении у этих людей частоты злокачественных новообразований различных органов и тканей — желудочно-кишечного и респираторного трактов, толстой кишки, носа и т. д. В ряде работ указывается на достаточно чёткую корреляцию между воздействием феноксигербицидов и хлорфенолов, с одной стороны, и развитием злокачественных лимфом, с другой. Тем не менее до настоящего времени остаются дискуссионными многие вопросы, в частности вопрос о том, являются ли непосредственной причиной канцерогенных эффектов у людей сами феноксигербициды или же переносимый ими диоксин.

### Иммунносупрессивные свойства
ТХДД способен непосредственно и опосредованно влиять на иммунную систему человека. Обладая иммуносупрессивным (подавляющим иммунитет) эффектом, он также оказывает поражающее действие на физиологически сопряжённую с иммунной системой — систему гемопоэза (кроветворения). Даже при ничтожных концентрациях он вызывает подавление иммунной системы и нарушает способность организма к адаптации в изменяющихся условиях внешней среды. Это приводит к резкому подавлению умственной и физической работоспособности.

### Эффект сверхкумулятивности
Сверхкумулятивность ТХДД проявляется в чрезвычайно быстром токсическом воздействии, возникающего при поступлении нового количества вещества. Каждое новое поступление молекул ТХДД обладает большей токсичностью, чем предыдущее. Данный эффект обнаруживается у людей, которые имеют долговременное (хроническое) воздействие небольших доз ТХДД (менее 1 мкг/кг), поступающих в организм.
Картина отравления малыми дозами ТХДД, много более эффективного по сравнению с острым, особенно опасна для стран с «грязными» технологиями производства и использования продукции. В них из-за отсутствия какого-либо контроля со стороны официальных органов данные о поступлении диоксинов в живые организмы с пищей, воздухом и водой просто отсутствуют. Как следствие, результат может оказаться выявленным лишь в виде данных о здоровье популяции на поздней стадии массового отравления, когда что-либо предпринять практически невозможно.

### Метаболизм
Обращаясь к динамике токсичности диоксинов при их метаболизме, отметим, что одно время казалось, что процесс достаточно ясен. Для млекопитающих идентифицированы в основном два метаболита ТХДД:

2,3,7-Tрихлор-8-гидроксибензо-п-диоксин
1,3,7,8-Tетрахлор-2-гидроксибензо-п-диоксин

Изучение метаболизма серии ПХДД, содержащих в их скелете от одного до четырёх атомов хлора, позволило выяснить, что замещаются на гидроксил и один и два атома хлора, причём в латеральном положении. Это означает, что нуклеофильное замещение (гидроксилирование) должно сопровождаться детоксификацией диоксинов. И действительно было показано, что токсичность гидроксилированных метаболитов 2,3,7,8-ТХДД по крайней мере на 2 порядка ниже, чем в самом диоксине. Важно также, что для метаболитов 2,3,7,8-ТХДД не характерна биоаккумуляция, и они после образования комплексов с глюкуроновой кислотой легко выводятся из организма с желчью или мочой. Реальные процессы, однако, много сложнее. В частности, найдены признаки увеличения иммунодепрессивного действия метаболита. Скорость и направление метаболизма могут зависеть от биологических особенностей организма. Показаны, в частности, различия в направлении и скорости биотрансформации при её изучении у собак и крыс in vivo, хотя это различие, скорее, количественное. Ceрьёзные различия найдены в метаболизме 2,3,7,8-ТХДД в гепатоцитах морских свинок и кроликов.
ТХДД чрезвычайно медленно метаболизируется цитохром Р-450-зависимыми монооксигеназами печени. В частности, в печени человека скорость метаболизма данного соединения составляет примерно 10-60 пмоль/ч*г ткани.

## Безопасность
Проведение анализов, связанных с определением ТХДД, ПХДФ и родственных соединений, требует использования специальных помещений, оборудованных с учётом очень жёстких требований техники безопасности. Из-за высокой токсичности диоксинов необходимо, чтобы выделенные для их анализа аналитические приборы не применялись для иных целей.
Меры предосторожности начинаются с отбора проб. В частности, пробы образцов окружающей среды в заражённых районах берут в спецодежде. В лаборатории все аналитические работы проводятся в вытяжном шкафу. Сточные воды смешиваются с низкокипящими спиртами и подвергаются УФ-облучению в течение нескольких дней. Остатки проб по выходе из хроматографов или насосов ГХ-МС пропускают через активированный уголь или барботируют через масло или высококипящие спирты.